# Crotalaria afrocentralis
Crotalaria afrocentralis är en ärtväxtart som beskrevs av Roger Marcus Polhill. Crotalaria afrocentralis ingår i släktet sunnhampor, och familjen ärtväxter. Inga underarter finns listade i Catalogue of Life.